# Week-end (película de 1967)
Week-end es una película de comedia negra de 1967 escrita y dirigida por Jean-Luc Godard y protagonizada por Mireille Darc y Jean Yanne, quienes eran estrellas de la televisión común. Jean-Pierre Léaud, una estrella cómica, íconica de numerosas películas de la nueva ola de cine francés como Truffaut's Les Quatre Cents Coups (Los cuatrocientos golpes) y la película anterior de Godard, Masculin, féminin, también aparece en dos papeles. Raoul Coutard se desempeñó como director de fotografía; Week-end fue su última colaboración con Godard durante más de una década.
La película fue nominada al Oso de Oro en el décimo octavo Festival de Cine de Berlín en 1968.

## Argumento
Roland (Jean Yanne) y Corinne (Mireille Darc) son una pareja burguesa, aunque cada uno tiene un amante secreto y conspira para asesinar al otro. Salen de viaje en automóvil hacia la casa de los padres de Corinne, para asegurar la herencia de su padre moribundo, acordando que tienen que matar si es necesario.
El viaje se convierte en una travesía caótica y picaresca a través de la campiña francesa, poblada por personajes extraños y marcada violentos accidentes de coche. Después de que su propio coche (un Facel-Vega) es destruido en un choque, los personajes deambulan a través de una serie de viñetas relacionadas con la lucha de clases y figuras de la literatura y la historia como Louis Antoine de Saint-Just (Jean-Pierre Léaud) y Emily Brontë (Blandine Jeanson).
Corinne y Roland finalmente llegan a la casa de sus padres, solo para darse cuenta de que su padre murió y su madre se niega a darle una parte del botín. La asesinan y prenden fuego al camino de nuevo, solo para caer en las manos de un grupo revolucionario hippie, que se llaman a sí mismos Frente de Liberación Sena y Oise que se mantiene a sí mismo por medio del robo y el canibalismo. Roland es asesinado durante un intento de escape, después, lo parten en pedazos para convertirse en su alimento.

## Reparto
- Mireille Darc como Corinne.
- Jean Yanne como Roland.
- Paul Gégauff como Pianist.
- Jean-Pierre Léaud como Saint-Just.
- Blandine Jeanson como Emily Brontë.
- Yves Afonso como Tom Thumb.
- Juliet Berto como The Radical.

## Producción
De acuerdo a una carta del escritor argentino Julio Cortázar dirigida a su traductor, Suzanne Jill Levine, una inspiración indirecta para la película fue el cuento de Cortázar La autopista del sur. Cortázar explicó que mientras el productor británico estaba considerando la filmación de su historia, otra persona le mostró la idea a Godard, que no sabía la fuente, ya que no tenía relación con la realización de la película, Cortázar vetó la sugerencia de traducir el título de la historia como Week-end para tomar ventaja de la relación.